# Fites Cartoixanes II-III
Les Fites Cartoixanes II-III es troben al Parc de la Serralada Litoral.
Són fites de pedra granítica, menys esveltes que la Fita Cartoixana I. Tenen unes mides aproximades de 36 x 30 x 13 m. Només presenten inscultures en una de les cares, normalment un turó amb una creu i dos xiprers (un a cada costat del turó). Estan disperses pel vessant occidental del Turó d'en Galzeran, en el que s'anomena El Bosc Bonic. N'hi ha localitzades aquestes dues, però hom sospita que, probablement, n'hi hagi moltes més.